# Opius mongolaltaiensis
Opius mongolaltaiensis är en stekelart som beskrevs av Fischer 1991. Opius mongolaltaiensis ingår i släktet Opius och familjen bracksteklar. Inga underarter finns listade i Catalogue of Life.